# Васіліос Баркас
Васіліос Баркас (грец. Βασίλειος Μπάρκας, нар. 30 травня 1994) — грецький футболіст, воротар шотландського «Селтіка» і національної збірної Греції. На умовах оренди виступає за нідерландський «Утрехт».

## Клубна кар'єра
Народився 30 травня 1994 року. Вихованець футбольної школи клубу «Атромітос». 20 травня 2015 року в матчі проти ПАОКа він дебютував у грецькій Суперлізі, замінивши в кінці другого тайму Андрія Горбунова. 
У сезоні 2015/16 років Баркас залишався резервним воротарем, поки 30 січня 2016 року знову в матчі проти ПАОКа Васіліос вийшов на поле і провів вдалий матч. Після цього він став головним воротарем клубу. По завершенні сезону інтерес до воротаря виявляли «Олімпіакос», ПАОК і англійська «Астон Вілла». 
9 червня 2016 року Васіліос перейшов у АЕК. 26 листопада в матчі проти «Платаніаса» він дебютував за новий клуб. У липні 2017 року на тренуванні Васіліос зламав великий палець правої руки і залишився поза футболом на три місяці. Згодом тривали час відновлював форму і в переможному для його команди в чемпіонаті сезоні 2017/18 взяв участь лише у п'яти іграх. Утім влітку 2018 року подовжив свій контракт з афінським клубом до літа 2022 року.
В сезоні 2018/19 повернув собі статус основного голкіпера АЕКа і був лідером захисту команди, залишивши свої ворота недоторканими у 22 з 41 матчу в усіх турнірах. Впевнена гра грецького голкіпера привернула увагу скаутів іноземних клубів, зокрема у серпні 2019 року АЕК відхилив трансферну пропозицію французького «Монпельє» на рівні 10 мільйонів євро.
Утім вже за рік, у липні 2020, Баркас змінив клуб, перейшовши за 5 мільйонів фунтів стерлінгів (плюс можливі бонусні виплати) до шотландського «Селтіка», з яким уклав чотирирічний контракт.

## Виступи за збірні
2012 року дебютував у складі юнацької збірної Греції, взяв участь у 6 іграх на юнацькому рівні, пропустивши 4 голи.
Протягом 2015—2016 років залучався до складу молодіжної збірної Греції. На молодіжному рівні зіграв у 8 офіційних матчах, пропустив 8 голів.
4 червня 2016 року він був викликаний Міхаелем Скіббе до складу національної збірної Греції на товариську гру проти Австралії після того, як Орестіс Карнезіс отримав травму. Утім дебют у національній команді відбувся лише навесні 2018 року, коли Баркас вийшов на другий тайм у товариській грі проти збірної Єгипту.
По ходу Ліги націй УЄФА 2018—2019 вже був основним голкіпером грецької національної команди.
| Дата       | Місто     | Господарі         | Результат | Гості       | Турнір                               | Голи | Примітки |
| ---------- | --------- | ----------------- | --------- | ----------- | ------------------------------------ | ---- | -------- |
| 27-3-2018  | Цюрих     | Єгипет            | 0 – 1     | Греція      | товариський матч                     | -    | 46'      |
| 15-5-2018  | Севілья   | Саудівська Аравія | 2 – 0     | Греція      | товариський матч                     | -1   | 46'      |
| 8-9-2018   | Таллінн   | Естонія           | 0 – 1     | Греція      | Ліга націй УЄФА 2018-2019 - 1-й етап | -    |          |
| 11-9-2018  | Будапешт  | Угорщина          | 2 – 1     | Греція      | Ліга націй УЄФА 2018-2019 - 1-й етап | -2   |          |
| 12-10-2018 | Афіни     | Греція            | 1 – 0     | Угорщина    | Ліга націй УЄФА 2018-2019 - 1-й етап | -    |          |
| 15-10-2018 | Гельсінкі | Фінляндія         | 2 – 0     | Греція      | Ліга націй УЄФА 2018-2019 - 1-й етап | -2   |          |
| 18-11-2018 | Афіни     | Греція            | 0 – 1     | Естонія     | Ліга націй УЄФА 2018-2019 - 1-й етап | -1   |          |
| 8-6-2019   | Афіни     | Греція            | 0 – 3     | Італія      | Відбір до ЧЄ 2020                    | -3   |          |
| 5-9-2019   | Тампере   | Фінляндія         | 1 – 0     | Греція      | Відбір до ЧЄ 2020                    | -1   |          |
| 8-9-2019   | Марусі    | Греція            | 1 – 1     | Ліхтенштейн | Відбір до ЧЄ 2020                    | -1   |          |
| 3-9-2020   | Любляна   | Словенія          | 0 – 0     | Греція      | Ліга націй УЄФА 2020-2021 - 1-й етап | -    |          |
| 6-9-2020   | Приштина  | Косово            | 1 – 2     | Греція      | Ліга націй УЄФА 2020-2021 - 1-й етап | -1   |          |
| 11-11-2020 | Афіни     | Греція            | 2 – 1     | Кіпр        | товариський матч                     | -1   |          |
| Усього     |           | Матчів            | 13        |             | Голів                                | -13  |          |

## Титули і досягнення
- Чемпіон Греції (1):

АЕК: 2017-18
- Володар Кубка Шотландії (1):

«Селтік»: 2019-20
- Володар Кубка шотландської ліги (1):

«Селтік»: 2021-22
- Чемпіон Шотландії (1):

«Селтік»: 2021-22